# K&M Elektronik

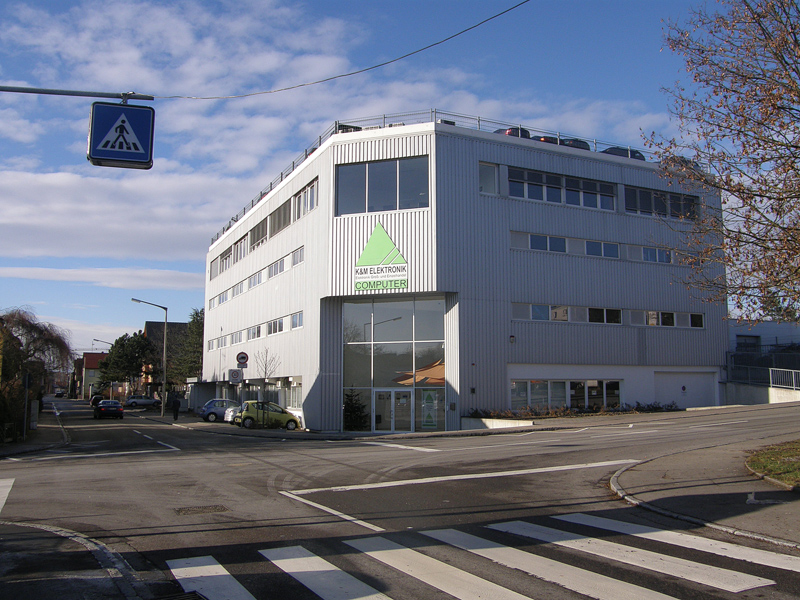
K&M in Magstadt

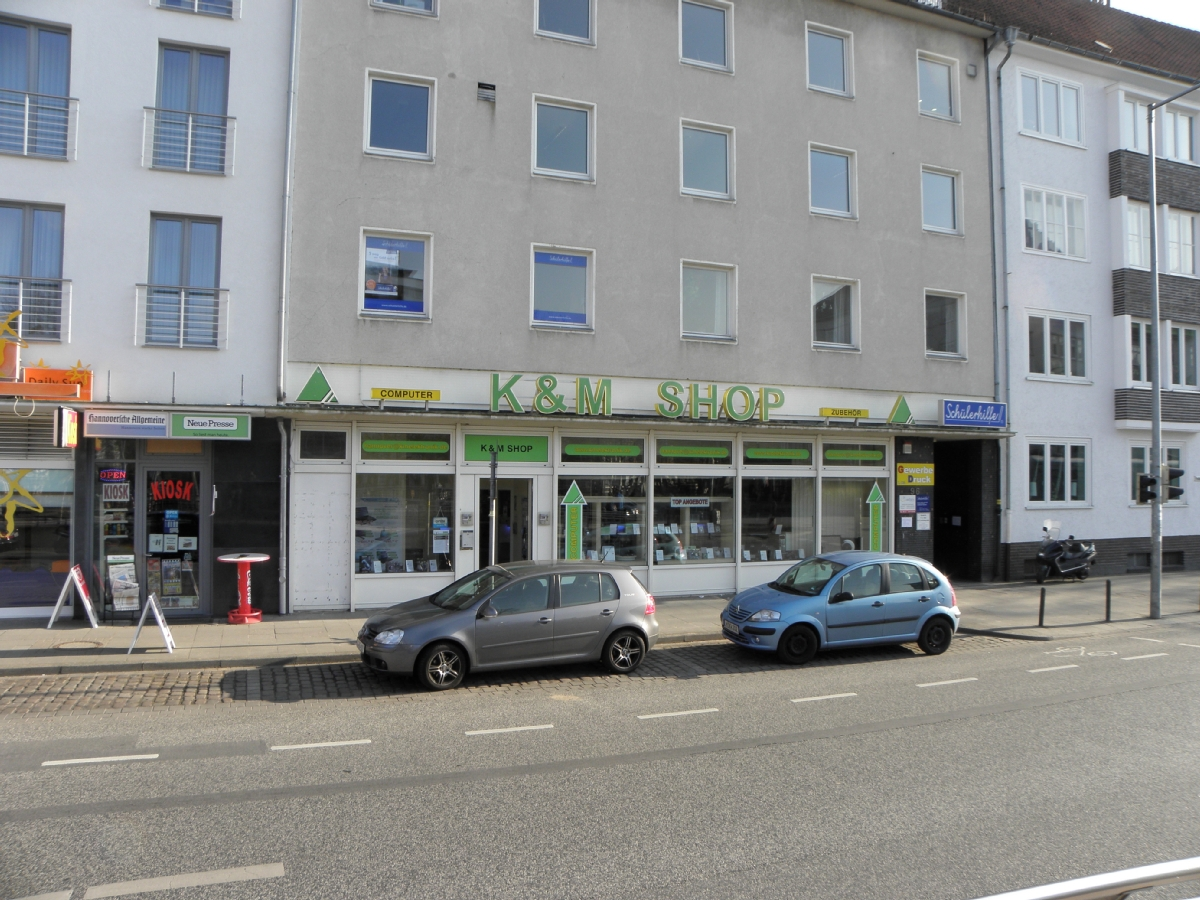
Die Filiale in Hannover

Die K&M Elektronik AG war ein Handelsunternehmen für Hard- und Software mit Hauptsitz im baden-württembergischen Magstadt. Es ging im Oktober 2012 in Insolvenz, wurde verkauft und wird seitdem mit Hauptsitz in München in verkleinerter Form weiter betrieben.
Das Unternehmen betrieb 33 Einzelhandelsfilialen in zehn deutschen Bundesländern und einen Internet-Versandhandel für private und gewerbliche Abnehmer. K&M Elektronik beschäftigte rund 400 Mitarbeiter und erwirtschaftete bis 2012 einen jährlichen Umsatz von über 300 Mio. Euro.

## Geschichte
Das Unternehmen wurde im März 1992 als Keller & Mötting GbR von Klaus Keller und Achim Mötting in Böblingen gegründet. 1995 erfolgten die Umfirmierung in K&M Elektronik GmbH und die Eröffnungen der ersten Filialen im Großraum Stuttgart. 1996 wurde der Hauptsitz nach Magstadt verlegt und der Versandhandel über das Internet aufgenommen. Im Jahr 2000 unterhielt K&M Elektronik 14 Filialen in ganz Deutschland. Seit dem 11. April 2002 war das Unternehmen eine Aktiengesellschaft, die jedoch nicht börsennotiert war, sondern von den beiden Gründern gehalten wurde.

## Sicherheitsprobleme des Webshops
Im Juni 2011 wurde bekannt, dass der Webshop des Händlers Sicherheitslücken aufwies. Hackern war es gelungen, die Kundendatenbank zu kopieren und daraufhin Phishing-Mails an die Kunden zu verschicken. Zuvor schon waren Angreifer im Dezember 2009 in das System eingebrochen und hatten die Kundendatenbank kopiert.
Bei einem erneuten Angriff auf die Internetpräsenz des Händlers im August 2011 wurden 840.000 Kundendatensätze kopiert.
Im November 2011 wurde ein komplett überarbeiteter Webshop veröffentlicht. Dieser erforderte für jeden Kunden eine Neuregistrierung und baute somit auf einer völlig bereinigten Basis auf.

## Insolvenz, Verkauf
Am 22. Oktober 2012 stellte K&M Elektronik Antrag auf Eröffnung des Insolvenzverfahrens. Am 4. Januar 2013 wurde bekannt, dass die Dürener Bora Computer Gruppe 13 der insgesamt 33 Filialen und 60 Mitarbeiter übernommen hat. Diese Filialen heißen heute K & M Computer. Auch die am 1. März 2016 von K&M Computer übernommenen Atelco-Filialen tragen heute den Namen K & M Computer. Im September 2019 wurden die Filialen Hamburg, Leipzig, Hannover, Wuppertal, Berlin wieder geschlossen. Ebenfalls geschlossen wurden die Filialen: Köln, Kassel, Nürnberg, Stuttgart, München, Essen, Berlin-Charlottenburg, Leipzig.